# Барыш (село)
Ба́рыш (укр. Бариш) — село в Бучачской городской общине Чортковского района Тернопольской области Украини.
До 2020 года входило в Бучачский район.
Код КОАТУУ — 6121280401. Население по переписи 2014 года составляло 2257 человек.

## Географическое положение
Село Барыш находится на берегах реки Барыш, выше по течению на расстоянии в 1 км расположено село Вербятин, ниже по течению на расстоянии в 1 км расположено село Зубрец.

## История
- 1454 год — первое упоминание о селе.

5 февраля 1945 батальон Петра Хамчука — «Быстрого» УПА убил в Барыше 135 человек. Это преступление было описано в дневнике Яна Залесского. В общей сложности, в 1941—1945, украинские националисты убили в Барыше 199 поляков.

## Экономика
- Кирпичный завод.
- Столярный цех.
- Мельница.
- Пилорама.
- «Проминь», агропромышленное ЧП.

## Объекты социальной сферы
- Школа.

## Достопримечательности
- Дендропарк.